# 老营镇
老营镇，是中华人民共和国山西省忻州市偏关县下辖的一个乡镇级行政单位。

## 行政区划
老营镇下辖以下地区：
老营村、蝇子嘴村、贾堡村、上土寨村、下土寨村、鸭子坪村、大河湾村、马肚梁村、岩头寺村、方城村、西庄子村、安儿沟村、教儿埝村、冯家窑村、木瓜背村、武家庄王村、孟家咀村、段家沟村、阴窝沟村、史家圪台村和窄沟村。